# Thomas Evers Poulsen
Thomas Evers Poulsen (født 17. januar 1978) er en dansk danser, som er mest kendt for at havet danset på Vild med dans siden programmets start i 2005. 

## Vild med dans
Han er især kendt for sin deltagelse i sæson 1 af Vild med dans i foråret 2005, hvor han vandt sammen med skuespilleren Mia Lyhne. I anden sæson blev han en del af dommerpanelet, hvor han erstattede Kim Dahl. 
Han vendte tilbage som danser i sæson 3 og blev erstattet som dommer af Allan Tornsberg. I sæson 3 dansede han med Annette Heick. 
I 2007 medvirkede han i fjerde sæson, hvor han dansede med Lisbeth Østergaard. 
Han var i 2008 med i 5. sæson af Vild med dans, hvor han dansede med Anne-Mette Rasmussen. Parret opnåede en fjerdeplads. 
I sæson 6 i 2009 dansede han med skuespilleren Pernille Højmark. 
I 2010 deltog han i sæson 7 af  Vild med dans, hvor han dansede med smykkedesigneren Christina Hembo.
I sæson 9 dansede han med golfspilleren Monica Christensen. 
I 2013 deltog han i sæson 10 dansede han med skuespilleren Mathilde Norholt. 
I 2014 deltog han i sæson 11 dansede han med politikeren Astrid Krag. Parret endte på en 3. plads. 
I sæson 12 i 2015 vandt han igen sammen med skuespilleren Ena Spottag.
Han har danset med sangerinden Kirsten Siggaard i sæson 13 i 2016. 
Han deltog i 2017 i sæson 14 af Vild med Dans, hvor han dansede med kokken Dak Wichangoen. Parret røg ud i kvartfinalen og havnede på en 4. plads.
I sæson 15 i 2018 dansede han med Signe Lindkvist. 
I sæson 16 i 2019 dansede han med Christel Pixi.
Thomas Evers Poulsen deltog i sæson 17 i 2020. Han dansede skuespiller Merete Mærkedahl. Danseparret vandt sæsonen.
I sæson 18 i 2021 dansede han med Mascha Vang 
Han deltog i sæson 19 af Vild med dans sammen med komiker Natasha Brock. Parret endte med at blive nummer tre.